# Huitán
Huitán è un comune del Guatemala facente parte del dipartimento di Quetzaltenango.